# حدايا السداد (كعيدنة)

تعديل مصدري - تعديل

حدايا السداد هي إحدى قرى عزلة بني نشر بمديرية كعيدنة التابعة لمحافظة حجة، بلغ تعداد سكانها 610 نسمة حسب تعداد اليمن لعام 2004.